# Emmanuel Koné
Emmanuel Koné (Abongoua, 31 de dezembro, 1986) é um futebolista da Costa do Marfim.

## Carreira
Koné Vincent Angban representou a Seleção Marfinense de Futebol, nas Olimpíadas de 2008.  Ele integrou o elenco da Seleção Marfinense de Futebol, na Copa do Mundo de 2010.

## Títulos
- Campeonato romeno: 2007-08
- Taça da Roménia: 2007-08, 2008-09